# Chính sách thị thực của El Salvador
Du khách đến El Salvador phải xin thị thực từ một trong những phái bộ ngoại giao El Salvador trừ khi họ đến từ một trong những quốc gia được miễn thị thực. Tất cả du khách phải sở hữu hộ chiếu có hiệu lực 6 tháng.

## Bản đồ chính sách thị thực

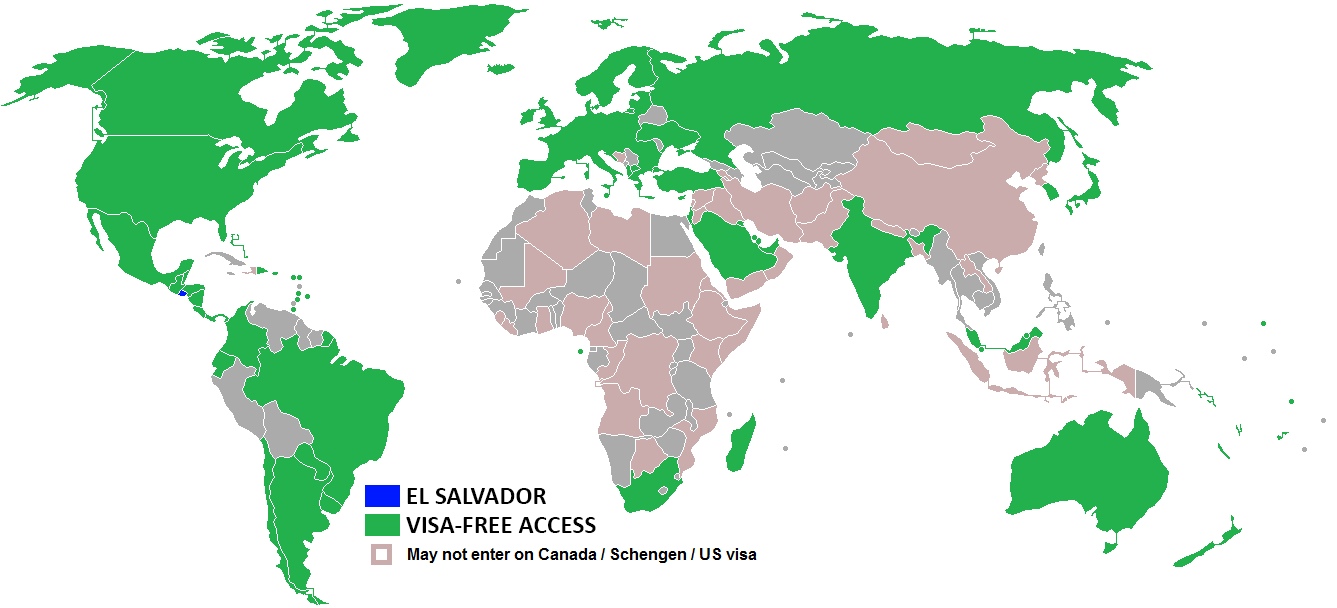
El Salvador
Miễn thị thực tới El Salvador
Không được dùng thị thực Canada/Schengen/Mỹ để nhập cảnh

## Miễn thị thực
Người sở hữu hộ chiếu của 87 quốc gia và vùng lãnh thổ sau có thể đến El Salvador mà không cần thị thực lên đến 90 ngày (tất cả du khách trừ công dân Belize, Costa Rica, Guatemala, Honduras, Nicaragua và Panama phải có bằng chứng đủ tiền để chi trả cho thời gian ở đây và giấy tờ cần thiết để đến địa điểm tiếp theo sau khi rời El Salvador):
| - Tất cả công dân Liên minh Châu Âu \| - Andorra - Antigua và Barbuda - Argentina - Úc - Bahamas - Bahrain - Barbados - Belize - Brasil - Brunei - Canada - Chile - Colombia - Costa Rica - Cộng hòa Dominica \| - Ecuador - Fiji - Guatemala - Honduras - Iceland - Ấn Độ - Israel - Nhật Bản - Kuwait - Liechtenstein - Macedonia - Madagascar - Malaysia - Quần đảo Marshall - Mexico \| - Monaco - New Zealand - Nicaragua - Na Uy - Panama - Paraguay - Qatar - Nga - Saint Kitts và Nevis - Saint Lucia - Saint Vincent và Grenadines - San Marino - Sao Tome và Principe - Ả Rập Xê Út - Singapore \| - Quần đảo Solomon - Nam Phi - Hàn Quốc - Thụy Sĩ - Đài Loan - Thổ Nhĩ Kỳ - Trinidad và Tobago - Tuvalu - Ukraina - Các Tiểu vương quốc Ả Rập Thống nhất - Hoa Kỳ - Uruguay - Vanuatu - Thành Vatican - Venezuela \| \| | | | |  |
| - Andorra - Antigua và Barbuda - Argentina - Úc - Bahamas - Bahrain - Barbados - Belize - Brasil - Brunei - Canada - Chile - Colombia - Costa Rica - Cộng hòa Dominica | - Ecuador - Fiji - Guatemala - Honduras - Iceland - Ấn Độ - Israel - Nhật Bản - Kuwait - Liechtenstein - Macedonia - Madagascar - Malaysia - Quần đảo Marshall - Mexico | - Monaco - New Zealand - Nicaragua - Na Uy - Panama - Paraguay - Qatar - Nga - Saint Kitts và Nevis - Saint Lucia - Saint Vincent và Grenadines - San Marino - Sao Tome và Principe - Ả Rập Xê Út - Singapore | - Quần đảo Solomon - Nam Phi - Hàn Quốc - Thụy Sĩ - Đài Loan - Thổ Nhĩ Kỳ - Trinidad và Tobago - Tuvalu - Ukraina - Các Tiểu vương quốc Ả Rập Thống nhất - Hoa Kỳ - Uruguay - Vanuatu - Thành Vatican - Venezuela |  |

Miễn thị thực cũng được áp dụng với công dân các nước được miễn thị thực hoặc người sở hữu thị thực được cấp bởi Canada, Hoa Kỳ hoặc một quốc gia thành viên Khối Schengen. Điều này không áp dụng với công dân Afghanistan, Albania, Algérie, Angola, Armenia, Bangladesh, Bosna và Hercegovina, Botswana, Cameroon,  Trung Quốc, Cộng hòa Congo, Cộng hòa Dân chủ Congo, Eritrea, Ethiopia, Ghana, Haiti, Hồng Kông, Indonesia, Iran, Iraq, Jordan, Kenya, Lào, Liban, Liberia, Libya, Mali, Mông Cổ, Mozambique, Nepal, Nigeria, Triều Tiên, Oman, Pakistan, Palestine, Sierra Leone, Somalia, Sri Lanka, Sudan, Syria, Đông Timor, Việt Nam và Yemen vì đơn xin của họ cần được xét duyệt tại El Salvador.
Người sở hữu hộ chiếu ngoại giao hoặc công vụ của Belarus, Bolivia, Cuba, Dominica, Cộng hòa Dominica, Ai Cập, Grenada, Guyana, Haiti, Jamaica, Jordan, Kenya, Montenegro, Maroc, Pakistan, Papua New Guinea, Peru, Philippines, Serbia, Suriname, Thái Lan, Venezuela và Việt Nam được miễn thị thực.
Quá cảnh không cần thị thực được cho phép với người cần xin thị thực nếu họ quá cảnh trong vòng 48 giờ và sở hữu vé chuyến tiếp theo.

## Thẻ du khách
Tất cả du khách phải xin thẻ du khách tại cửa khẩu (USD 10). Ngoại lệ là những người sở hữu thị thực El Salvador và công dân của Liên minh Châu Âu / EEA (trừ Bulgaria, Croatia và Romania), Argentina, Chile, Colombia, Costa Rica, Guatemala, Honduras, Monaco, New Zealand, Nicaragua, Panama, Paraguay, Saint Kitts và Nevis, Saint Lucia, Saint Vincent và Grenadines, San Marino, Sao Tome và Principe, Nam Phi, Thụy Sĩ, Thổ Nhĩ Kỳ, Trinidad và Tobago, Uruguay và Thành Vatican.

## Thống kê du khách
Hầu hết du khách đến El Salvador du lịch (không tính chuyến đi 1 ngày) đều đến từ các quốc gia sau:
| Quốc gia    | 2015      | 2014      | 2013      |
| ----------- | --------- | --------- | --------- |
| Guatemala   | 530.531   | 511.829   | 465.055   |
| Hoa Kỳ      | 447.628   | 431.792   | 422.811   |
| Honduras    | 202.339   | 177.777   | 171.763   |
| Mexico      | 32.654    | 27.567    | 27.489    |
| Costa Rica  | 28.737    | 27.981    | 25.150    |
| Nicaragua   | 28.262    | 33.931    | 32.937    |
| Canada      | 24.796    | 29.188    | 31.911    |
| Tây Ban Nha | 8.565     | 7.850     | 7.788     |
| Đức         | 3.532     | 4.123     | 5.440     |
| Tổng        | 1,401,598 | 1,345,165 | 1,282,792 |